# Henry-Alex Rubin
Henry-Alex Rubin, auch Henry Alex Rubin (* 1976) ist ein US-amerikanischer Filmregisseur und Filmproduzent.

## Karriere
Henry Alex Rubin besuchte die Phillips Academy und Columbia University. Rubins Karriere im Filmgeschäft begann im Jahr 1995 als Regisseur bei dem Dokumentarfilm Who Is Henry Jaglom? Bei den Filmen Cop Land und Durchgeknallt war er als Regisseur der Second Unit verantwortlich. Für seinen Dokumentarfilm Murderball erhielt Rubin mit Dana Adam Shapiro bei der Oscarverleihung 2006 eine Nominierung in der Kategorie „Bester Dokumentarfilm“. Die Auszeichnung ging an Luc Jacquet mit seinem Beitrag Die Reise der Pinguine. Im Jahr 2011 erschien das Filmdrama Disconnect mit Jason Bateman, wobei Rubin als Regisseur verantwortlich war. Im Jahr 2017 wirkte er in der gleichen Tätigkeit bei der Fernsehserie 24: Legacy und dem Kurzfilm The Neighbors mit.
Neben den Filmproduktionen war Rubin auch für Werbespots wie zum Beispiel von Volvo, adidas und Samsung verantwortlich.

## Filmografie (Auswahl)
- 1995: Who Is Henry Jaglom? (Dokumentarfilm)
- 1997: Cop Land
- 1999: Durchgeknallt (Girl, Interrupted)
- 2005: Murderball (Dokumentarfilm)
- 2012: Disconnect
- 2017: 24: Legacy (Fernsehserie)
- 2017: The Neighbors (Kurzfilm)
- 2019: Semper Fi